# Golf Club Hardenberg
 Golf Club Hardenberg  maakt deel uit van het Hardenberg GolfResort. Hij ligt in de gemeente Northeim tussen Göttingen en Kassel, hetgeen ongeveer vier uren rijden is vanaf Utrecht. Er zijn twee 18-holes golfbanen en de club heeft ongeveer 1000 leden.
De club werd in 1969 opgericht. De oudste baan is de  Göttingen baan. Hole 10-18 werd door Donald Harradine aangelegd en in 1971 geopend. De andere negen holes werden in 1987 door Wolfgang Siegmann toegevoegd.

De tweede 18 holesbaan is de Niedersachsen baan die in 2003 werd geopend. Deze werd ontworpen door David John Krause. Het landschap van deze baan is zeer afwisselend. De bekendste hole is een par 3 met een eiland-green.

De drivingrange biedt ruimte aan tachtig spelers. Bovendien zijn er twee video-ruimtes. Hoofdpro is Stefan Quirmbach, die in 1996 professional werd. Hij werd in 1993 bondscoach en in 2000 voorzitter van de Duitse PGA.
Het clubhuis is een gebouw uit het begin van de 18de eeuw. Het diende toen als jachthuis van de graven von Hardenberg. In 1971 werd een pachtovereenkomst met de graaf von Hardenberg gesloten om het als clubhuis te kunnen gebruiken.

## EPD Tour
De EPD Tour speelt hier jaarlijks het Preis des Hardenberg GolfResort. Sinds september 2010 ondersteunt de club Fabian Becker, die dan op de EPD Tour speelt.

#### Winnaars
- 2007:  Tino Schuster
- 2008:  James A Ruth
- 2009:  Bernd Ritthammer (-8)
- 2010:  Tim Sluiter (-5)
- 2011:  Dennis Küpper (-6)